# Кафа (футбольный клуб)
«Кафа» — украинский футбольный клуб из города Феодосии. Выступал в переходной лиге чемпионатов Украины в 1992 и 1992/93 годах.

## Названия
- 1989—1995 — «Море».
- 1995—2008 — «Кафа».
- 2008—2009 — «Арсенал-Кафа».
- 2010—2011 — «Кафа-Голеадор».

## История
С сезона 1989 года клуб выступал в чемпионате УССР по футболу среди КФК. В независимой Украине дебютировал в Переходной лиге в 1992 году под названием «Море», заняв последнее место, отметившись всего одной победой и двумя забитыми мячами. В следующем сезоне занял 17-е место и был лишён профессионального статуса.
Команда продолжила выступления в чемпионате и Кубке Автономной Республики Крым. В мае 2008 года, после смерти городского головы Владимира Шайдерова, ФК «Кафа» начал распадаться, но объединился с клубом «Арсенал» и в результате стал называться «Арсенал-Кафа». В 2010 году сменил своё название на «Кафа-Голеадор».

## Достижения
- 9-е место в Переходной Лиге (1992).
- Бронзовый призёр чемпионата Автономной Республики Крым (2007).

## Все сезоны в профессиональном статусе в независимой Украине
| Сезон   | Чемпионат                        | Чемпионат | Чемпионат | Чемпионат | Чемпионат | Чемпионат | Чемпионат | Чемпионат | Чемпионат | Кубок | Кубок | Кубок | Кубок | Кубок | Кубок | Кубок | Кубок |
| Сезон   | Лига                             | Место     | И         | В         | Н         | П         | ЗМ        | ПМ        | О         | Этап  | И     | В     | Н     | П     | ЗМ    | ПМ    | О     |
| ------- | -------------------------------- | --------- | --------- | --------- | --------- | --------- | --------- | --------- | --------- | ----- | ----- | ----- | ----- | ----- | ----- | ----- | ----- |
| 1992    | Переходная (D3) Вторая подгруппа | 9 из 9    | 16        | 1         | 3         | 12        | 2         | 25        | 5         | —     | —     | —     | —     | —     | —     | —     | —     |
| 1992/93 | Переходная (D4)                  | 17 из 18  | 34        | 7         | 8         | 19        | 19        | 39        | 22        | —     | —     | —     | —     | —     | —     | —     | —     |
| Всего   | Переходная (D3)                  | 1 сезон   | 16        | 1         | 3         | 12        | 2         | 25        | 5         | —     | —     | —     | —     | —     | —     | —     | —     |
| Всего   | Переходная (D4)                  | 1 сезон   | 34        | 7         | 8         | 19        | 19        | 39        | 22        | —     | —     | —     | —     | —     | —     | —     | —     |